# Manfred G. Schmidt (Politikwissenschaftler)
Manfred Gustav Schmidt (* 25. Juli 1948 in Donauwörth) ist ein deutscher Politikwissenschaftler und (emeritierter) Professor an der Universität Heidelberg.

## Leben
Nach dem Abitur am Graf-Zeppelin-Gymnasium Friedrichshafen im Juni 1967 und dem Wehrdienst bei der Bundeswehr studierte Schmidt seit 1969 Anglistik und Politische Wissenschaft an der Universität Heidelberg, wo er im Juni 1973 und im Mai 1974 in beiden Fächern des Hauptfachexamen für das Lehramt an Gymnasien ablegte. Im Anschluss folgte er seinem Lehrer Gerhard Lehmbruch als Wissenschaftlicher Mitarbeiter an dessen Lehrstuhl an die Universität Tübingen, wo er im Dezember 1974 mit einer Arbeit über Staatsapparat und Rüstungspolitik in der Bundesrepublik Deutschland (1966–1973) bei Lehmbruch promoviert wurde (Zweitgutachter war Volker Rittberger). 1981 folgte an der Universität Konstanz, wiederum bei Lehmbruch, die Habilitation. Seine erste Professur trat Schmidt 1980 an der Freien Universität Berlin an. 1987 wechselte er an die Universität Heidelberg. Dorthin kehrte er 2001 zurück, nachdem er zwischenzeitlich 1997 an das Zentrum für Sozialpolitik der Universität Bremen gewechselt war. Schmidt war vom Wintersemester 2001/02 bis zum Wintersemester 2006/07 Institutsdirektor des Instituts für Politische Wissenschaft in Heidelberg.
2002 wurde Schmidt zum ordentlichen Mitglied der Heidelberger Akademie der Wissenschaften gewählt, ein Jahr später auch zum außerordentlichen Mitglied der Berlin-Brandenburgischen Akademie der Wissenschaften.
Seit Oktober 2006 war Schmidt Dekan der Fakultät für Wirtschafts- und Sozialwissenschaften der Universität Heidelberg, welche nach den Studierendenzahlen zu den großen Fakultäten der Ruperto Carola zählt. Schmidt war bereits zuvor, von Oktober 1995 bis September 1997, Dekan in Heidelberg gewesen, und zwar der Philosophisch-Historischen Fakultät, welcher das Institut für Politische Wissenschaft damals noch angehörte.
Manfred G. Schmidt ist mit der Politikwissenschaftlerin Ute Wachendorfer-Schmidt verheiratet und hat zwei Kinder.

## Forschung und Werk
Manfred G. Schmidt ist insbesondere durch seine Forschungen zum politischen System der Bundesrepublik Deutschland, zur Sozialpolitik, zum Wohlfahrtsstaat und zu Demokratietheorien bekannt geworden. Einen Schwerpunkt seiner gegenwärtigen Forschung stellt die Bildungsausgabenpolitik im internationalen Vergleich dar.
Unter Studierenden findet sein 2010 in fünfter Auflage erschienenes Handbuch Demokratietheorien häufig Verwendung, ebenso wie sein Nachschlagewerk Wörterbuch zur Politik, das er in Alleinautorenschaft verfasst und anlässlich der zweiten und dritten Auflage (2004/2010) wesentlich überarbeitet und erweitert hat. Sein im Februar 2007 erschienenes Buch Das politische System Deutschlands (2. Auflage 2011), das sich explizit auch an interessierte Laien richtet, darf als neues Standardwerk auf diesem Gebiet bezeichnet werden und reiht sich neben die Publikationen von Rudzio und von Beyme zu diesem Thema ein. Anders als diese beiden behandelt Schmidt Politik jedoch nicht nur im Sinne der institutionellen Ordnung (Polity) und der politischen Prozessabläufe (Politics), sondern auch im Sinne von Politikinhalten (Policy). Anhand der Politikfelder Außen-, Verfassungs-, Finanz-, Wirtschafts-, Sozial- und Umweltpolitik stellt er dar, wie sich die Eigentümlichkeiten der politischen Strukturordnung und des politischen Prozesses in Deutschland auf die Gestaltung der Politikinhalte auswirken.
Schmidts Kennzeichnung der innenpolitischen Staatstätigkeit in Deutschland als einer „Politik des mittleren Weges“ hat in der Politikwissenschaft weite Verbreitung gefunden, auch über die Grenzen des deutschen Sprachraums hinaus. Schließlich hat Schmidt die These von der „Policy of the Middle Way“ erstmals 1987 in einem englischsprachigen Aufsatz vorgestellt. Schmidt selbst beschreibt die These der „Politik des mittleren Weges“ wie folgt: „[I]n der Innenpolitik hat sich ein Muster der Staatstätigkeit herausgeschält, das die Bundesrepublik aus dem Kreis anderer Industriestaaten hervorhebt: die 'Politik des mittleren Weges'. Dieser Mittelweg verläuft zwischen dem nordeuropäischen Wohlfahrtskapitalismus, dessen Regierungen nach größtmöglicher sozialer Gleichheit, umfassendem wohlfahrtsstaatlichen Schutz und hohem Beschäftigungsstand streben, und dem liberalen Kapitalismus insbesondere der USA, dessen Regierungen dem Markt Vorfahrt geben und den Staat am kürzeren Zügel führen.“ Im Einzelnen, so Schmidt, zeichne sich die „Politik des mittleren Weges“ in Deutschland insbesondere durch vier Charakteristika aus:
1. Preisstabilität, das heißt Inflationsbekämpfung, hat Vorrang vor Vollbeschäftigung;
2. Bewältigung des Zielkonfliktes zwischen Gleichheit und Effizienz sowohl durch Förderung der Wirtschaft als auch durch ehrgeizige Sozialpolitik;
3. mittelgroßer, transferintensiver Steuer- und Sozialabgabenstaat mit einer Staatsdienerzahl mittlerer Größe;
4. Delegation vieler gemeinschaftlicher Aufgaben an gesellschaftliche Verbände, insbesondere in den Bereichen der Lohn-, Sozial- und Arbeitsmarktpolitik.[6]

## Würdigungen
Innerhalb der Politikwissenschaft wird Schmidt geschätzt. In einer Umfrage der Deutschen Vereinigung für Politische Wissenschaft (DVPW) unter deutschen Politologen zur Reputation von Fachvertretern erreichte er im Jahr 1999 bei der Nennung des „bedeutendsten Politikwissenschaftlers Deutschlands“ den dritten Rang, für den Teilbereich Vergleichende Politikwissenschaft wurde er sogar als bedeutendster Wissenschaftler gereiht. In einer Wiederholung der Umfrage im Jahr 2006 wurde er – hinter Fritz Scharpf – als zweitwichtigster Politikwissenschaftler Deutschlands genannt. In den Teilgebieten Vergleichende Politikwissenschaft und Innenpolitik/Politisches System der Bundesrepublik Deutschland erreichte Schmidt erste Plätze in der Reputationsreihung, im Teilgebiet Policy-Forschung/Verwaltungswissenschaft den vierten Rang.
1981 erhielt Schmidt für seine Habilitationsschrift „Wohlfahrtsstaatliche Politik unter bürgerlichen und sozialdemokratischen Regierungen – ein internationaler Vergleich“ den Stein-Rokkan-Preis der UNESCO. 1995 wurde Schmidt von der Deutschen Forschungsgemeinschaft (DFG) für seine Forschungen zum Wohlfahrtsstaat der renommierte, damals mit 1,5 Millionen DM Forschungsgeld dotierte Leibniz-Preis verliehen.

## Publikationen (Auswahl)
- Staatsapparat und Rüstungspolitik in der Bundesrepublik Deutschland (1966–1973). Schranken und Folgeprobleme der Staatsinterventionspolitik im Militär- und Rüstungssektor. Achenbach-Verlag, Gießen/Lollar 1975, ISBN 3-87958-309-9 (Zugl.: Tübingen, Univ., Diss., 1974).
- mit Ferdinand F. Müller: Empirische Politikwissenschaft. Kohlhammer, Stuttgart u. a. 1979.
- CDU und SPD an der Regierung. Ein Vergleich ihrer Politik in den Ländern. Campus, Frankfurt am Main / New York 1980.
- Wohlfahrtsstaatliche Politik unter bürgerlichen und sozialdemokratischen Regierungen. Ein internationaler Vergleich. Campus, Frankfurt am Main / New York 1982, ISBN 3-593-33121-7 (Zugl.: Konstanz, Univ., Habil.-Schr., 1981).
- Regieren in der Bundesrepublik Deutschland. Leske + Budrich, Opladen 1992.
- Political Institutions in the Federal Republic of Germany. Oxford University Press, Oxford 2003.
- Sozialpolitik der DDR. VS Verlag, Wiesbaden 2004.
- Sozialpolitik in Deutschland. Historische Entwicklung und internationaler Vergleich. 3. Auflage. VS Verlag, Wiesbaden 2005.
- mit Tobias Ostheim, Nico A. Siegel und Reimut Zohlnhöfer: Der Wohlfahrtsstaat. Eine Einführung in den historischen und internationalen Vergleich. VS Verlag, Wiesbaden 2007.
- Wörterbuch zur Politik (= Kröners Taschenausgabe. Band 404). 3., überarbeitete und erweiterte Auflage. Kröner, Stuttgart 2010, ISBN 978-3-520-40403-9.
- Der deutsche Sozialstaat. Geschichte und Gegenwart. C.H. Beck, München 2012.
- The Rise and Fall of a Socialist Welfare State. The German Democratic Republic (1949–1990) and German Unification (1989–1994). (zusammen mit Gerhard A. Ritter) Springer Verlag, Berlin-Heidelberg 2013.
- Handbuch Sozialpolitik. (Herausgeber mit Herbert Obinger) Springer VS, Wiesbaden 2019.
- Demokratietheorien. Eine Einführung. 6. Auflage. Springer VS, Wiesbaden 2019.
- Das politische System Deutschlands. Institutionen, Willensbildung, Politikfelder. 4. Auflage. C.H. Beck, München 2021.
- Das politische System der Bundesrepublik Deutschland. 5. Auflage. C.H. Beck, München 2022.
- mit Roland Czada: Historisch-institutionalistische Demokratieforschung – Gerhard Lehmbruch (1928-2022). In: Zeitschrift für Vergleichende Politikwissenschaft 2022.
- Memorial Lecture zu Ehren von Prof. Dr. Klaus von Beyme: Zur Lage der Demokratie in Deutschland. Heidelberg 2022.